# Moshe Schick
Pour les articles homonymes, voir Schick.
Moshe Schick (en hébreu: משה שיק), (connu comme le Maharam Schick; acronyme de "More(j)nu ha-Rav Rabbi Moshe" (en hébreu: Notre Enseignant, Notre Maître, Rabbi Moshe) (1er mars 1807, Birkenhein ou Birkenhain, Royaume de Hongrie, aujourd'hui Brezová pod Bradlom en Slovaquie - 25 janvier 1879, Khoust, en Ukraine) est un des rabbins orthodoxes les plus importants de Hongrie au XIXe siècle.

## Biographie
Moshe Schick est né le 1er mars 1807 à Birkenhein ou Birkenhain,  dans le Royaume de Hongrie, aujourd'hui Brezová pod Bradlom, en Slovaquie. Il est le fils du rabbin Joseph Schick. Le nom de famille Schik aurait pour origine l'acrostique en hébreu signifiant “Shem Yehudi Kodesh” (nom Juif saint).
Sa famille descend du rabbin Hanoch Heinich Schick de Chklow (Biélorussie).
Moshe Schick étudie sous la direction du Hatam Sofer à Presbourg (Bratislava).
Il devient rabbin de Svätý Jur en Slovaquie, où il fonde une yechiva. 
En 1861 il devient rabbin de Khoust (Ukraine), où il fonde une yechiva avec plus de 800 étudiants.

## Œuvres
- (he) She'elot U'Tshuvot - MaHaram Shik (3 volumes de Responsa sur les 4 parties du Choulhan Aroukh et des 613 Mitzvot
- (he) Chidushe ha-Maharam Shik (Commentaires originaux sur le Talmud
- (he) Derashot Maharam Shik (Sermons)
- (he) Sefer Maharam Shik al ha-Torah (Commentaire sur la Torah)
- (en) Maharam Shik al taryag mitsvot (Commentaire sur les 613 Commandements)
- (he) Chidushe Aggados Maharam Shik (Commentaire sur Maseches Avos)